# Несвалка
Несвалка  (стилизация #несвалка) — российский интерактивный экологический веб-сериал в формате ситком с игровыми и обучающими механиками. Это первый российский обучающий эко-сериал, направленный на формирование у зрителей ответственного отношения к раздельному сбору отходов, а также на закрепление привычек осознанного потребления. Сериал состоит из 6 серий.

## Сюжет
Молодая семья Дениса и Оли переезжает в новую квартиру. Оля узнает, что беремена. Замечая, что они оставляют так много отходов после себя, они решают встать на путь изменения поведения в сторону заботы об окружающей среде благодаря таким шагам как сокращение, отказ, повторное использование, переработка и компостирование.

## В главных ролях
Персонажи
- Ольга — Ярослава Брик
- Денис — Артём Блинов
- Степан Петрович — Виктор Курьянов
- Вика — Аксинья Иванова
- Ваня — Роман Павлюк
- Миша — Арсений Сидоров
- Иван Иванович — Александр Яковлев

## Создание
Премьера «#несвалки» состоялась 5 ноября 2021 года. Создателями проекта являются  Студия Интерактивного Контента и видеопродакшн «КИНОДОМ». Сценаристом и продюсером интерактивного контента является Павел Косяков, режиссером сериала - Полина Тихомирова, креативным продюсером - Никита Ордынский. Создателями интерактивных механик проекта является команда «Студии Интерактивного Контента Архивная копия от 27 октября 2021 на Wayback Machine» во главе с Павлом Косяковым. Саундрек "Несвалка" для проекта написан рок-группой «Операция Пластилин», созданной в Тамбове в 2010 году. Проект «#несвалка» был создан с участием экспертов фонда «Второе дыхание», который специализируется на сборе, перераспределении и переработки одежды, и экоцентра «Сборка», занимающимся сбором вторичного сырья у населения для дальнейшей переработки.
Проект реализуется при поддержке Института Развития Интернета Архивная копия от 25 ноября 2021 на Wayback Machine (ИРИ).
Сайт проекта, на котором размещена интерактивная версия сериала, - несвалка.рф Архивная копия от 25 ноября 2021 на Wayback Machine.

### Идея проекта
«Идея проекта «#несвалка» родилась с появлением на балконе нашей квартиры зоны для хранения сортировки. Поэтому история получилась максимально личная, все ключевые этапы принятия ответственного потребления и необходимости сортировки вторсырья мы прожили внутри семьи. Мы хотим в лёгкой и драйвовой форме показать, что зона комфорта современного человека уже давно не может заканчиваться только дверью его квартиры. То, как выглядит двор, город и страна во многом зависят от каждого из нас. #несвалка — это проект про первый шаг, который на самом деле очень прост и доступен каждому», - говорит Павел Косяков, сценарист и продюсер интерактивного контента проекта.

### Формат сериала
Веб-сериал «#несвалка» является интерактивным. Основой проекта служит платформа собственной разработки «Студии Интерактивного Контента Архивная копия от 27 октября 2021 на Wayback Machine», на базе которой строятся интерактивы. Интерактивные элементы в сериале создают соревновательный эффект: зрители должны побороться за лучший результат в игре внутри сериала. Игра является данью классике, советской электронной игре «Ну, погоди!» («Волк ловит яйца»). Пользователи могут играть за главных героев сериала.
Другими интерактивными элементами являются карточки с полезной информацией о принципах ответственного потребления и особенностях сортировки, доступные для скачивания. Также пользователи могут получать ачивки (достижения участников), которые можно получить по мере просмотра серий, за считывание qr-кодов в соцсетях проекта и за участие в игре.